# 克雷姆林根
克雷姆林根是德国下萨克森州的一个市镇。总面积59.34平方公里，总人口12831人，其中男性6287人，女性6544人（2011年12月31日），人口密度216人/平方公里。